# Antonio Pedrotti
Antonio Pedrotti (Trente, 14 août 1901 – Trente, 15 mai 1975) est un chef d'orchestre, compositeur et pédagogue italien.

## Biographie
Antonio Pedrotti étudie la littérature à l'Université de Rome et parallèlement il est élève d'Ottorino Respighi, en composition à l'Académie Sainte-Cécile. En 1929, il retourne à Trente pour y enseigner au conservatoire. De 1938 à 1944, il étudie la direction auprès de Bernardino Molinari et en tant qu'assistant de Molinari, dirige l'Orchestre de l'Augusteo à Rome.
Il est longtemps le chef directeur artistique et le chef remplaçant de l'orchestre de l'Académie Sainte-Cécile de Rome et chef de l'Orchestre philharmonique tchèque avec lequel il a donné près de quarante concerts entre 1950 et 1972. De 1960 jusqu'en 1975, il est le chef permanent de l'orchestre Haydn de Bolzano et Trente.
Il dirige à l'étranger (Autriche, Tchécoslovaquie, Suisse, Royaume-Uni) et travaille notamment avec Arturo Benedetti Michelangeli et David Oïstrakh.
Sa collaboration avec la Philharmonie tchèque s'est étalée sur une vingtaine d'années. Il a apporté à l'orchestre plusieurs nouvelles œuvres italiennes — Verdi (Requiem), Respighi…
En tant que compositeur, il s'est principalement concentré sur la musique vocale, harmonisant des chants populaires de la tradition du Trentin, dont 47 destinés au chœur SAT, une célèbre chorale d'hommes.
Depuis 1989, chaque année, a lieu le Concours international de direction d'orchestre Antonio-Pedrotti, qui se tient à Trente, sa ville natale.

## Discographie
Antonio Pedrotti a enregistré quelques disques à La Scala pendant la guerre avec Arturo Benedetti Michelangeli (Concerto de Schumann, pour Teldec), mais son legs principal, il le fait avec Orchestre philharmonique tchèque à Prague et pour Supraphon.
- Beethoven, Concerto pour violon - David Oïstrakh, violon ; Orchestre philharmonique tchèque (31 mai 1961, Multisonic  31 0020/21-2)
- Antonio Pedrotti à Prague : Ottorino Respighi, Maurice Ravel, Manuel de Falla, Johannes Brahms, Moussorgski, Claude Debussy, Felix Mendelssohn - Jan Panenka, piano ; Orchestre philharmonique tchèque (1951-1971, 3CD Supraphon)[4] (OCLC 992793433)